# 有賀さやか
有賀 さやか（あるが さやか）は、日本の女優。千葉県成田市出身。劇団前方公演墳、前墳バックドロップス（2020年10月解散）に所属。　楽天トラベルのすっぴんレポーター。

## 出演

### 映画
- 短編映画「正疑？」（2022年、峯岸パイン監督） - 香川涼子役
- 映画「HANNORA」（2022年、明石和之監督） - 佐々木千春役
- 短編映画「弾ける」早稲田大学 (2022年、是枝裕和監督監修)
- 夜の帳につつまれて（2021年、松林悠依監督） - 金田 恵 役
- ラベンダー家族 / Holding (2020年、Keisuke Sekino監督)- 原田美希子 役
- 受け入れて（2020年、貴田明日香監督） - 宮本佳子 役
- セブンガールズ（2018年、デビッド・宮原監督） - 岩島ハマ 役
- 誰も住んでいない家（2018年、植地美鳩監督） - 悦子 役

- スプリットの恋（2014年、デビッド・宮原監督）

### テレビ
- 逆転人生「美智子、86才 ゴールデン街 伝説の“マリア”」（2020年3月9日、NHK）
- 噂の真相（ドツボ）
- Shopチャンネル
  - コルセッティ - モデル
  - ダイヤフォース　ゴールド - モデル
  - ダイヤフォース　プラチナルビー - モデル・ゲスト

### CM
- 持田ヘルスケア
- クスリのサンロード
- ヤーマン　インスタントラインスムーサー（WEB・雑誌カタログ）

### PV
- 山野石材　自宅墓　「おくぼ」　監督・脚本　村上リ子

### 舞台
- ヌーのコインロッカーは使用禁止（2021年 9/8〜9/17、劇小劇場）
- 蝶の筆（2021年 5/12〜5/23、花まる学習会王子小劇場）
- ゆかりカタログ（2021年 4/16～4/18、新宿眼科画廊）
- 配信限定舞台 familly（2020年12月、作・演出 海路）
- 東京しもきたサンセット（2020年10月、劇小劇場）
- あれは確か、いつもより少し澄んだ空だった。（2020年1月、駅前劇場）
- MOTHER マザー～特攻の母 鳥濱トメ物語～　(2019年、演出 藤森一朗、新国立劇場)
- BEGINS of Sevengirls（2018年10月、劇小劇場） 看護婦 岩島ハマ役
- レプリカベロニカマークII（2017年6月14日 - 18日、下北沢小劇場B1） - あやめ 役
- たった二日ですけど、お邪魔します。（2017年1月30日 - 1月31日、下北沢小劇場B1） - アレカ 役
- 声は聞こえているか（2016年2月10日 - 14日、下北沢小劇場B1） - 平松ます子 役
- セブンガールズ（2015年10月、劇小劇場） - マリア 役
- もうすぐ、お家に帰ります。(2015年5月13日 - 17日、下北沢小劇場B1)  - エミリア 役
- うた歌うなら私は出る！（2014年2月27日 - 3月2日、下北沢 小劇場 楽園） - 伝説のダンサー：ジーン 役
- 宇宙人、来たる（2013年7月17日 - 21日、下北沢 駅前劇場） - 都丸あや 役
- Replica Velonica 少女たちの逆襲〜愛する者たちへ（2013年3月20日 - 24日、下北沢 小劇場 楽園） - 花村あやめ 役
- 松平サネユキが憂鬱（2012年10月17日 - 21日、中野ザ・ポケット） - 音無静 役
- スピチアルリ（2012年、笹塚ファクトリー） - かがみ 役
- セリフサービス（2011年） - 女刑事 役
- 壬生で見た月（2011年、長野県文化会館） - 新選組美男五人衆：高詰 役
- 神の味噌汁（2010年、キンケロ・シアター） - 坂本龍馬 役
- ヒーローに花束を（2010年5月、笹塚ファクトリー） - ヒロイン：波間祥子 役
- セブンガールズ　追加公演（2009年、シアターモリエール） - マリア 役
- セブンガールズ（2009年、東京芸術劇場） - マリア 役
- 題名未定。（2008年、東京芸術劇場） - 勝利の女神 役
- 龍馬よ雲になりすませ（2008年、萬スタジオ） - 寺田屋おとせ 役
- IZO（2007年10月、東京芸術劇場） - 寺田屋おとせ 役
- RAINBOW KIDS〜花束のように抱きたい〜（2007年4月18日 - 22日、東京芸術劇場小ホール2） - 真中洋子 役
- 恋が散る、雪が舞う（2006年9月、東京芸術劇場小ホール2） - 磯部登美子 役
- 僕は雨の中にいた（2006年4月、東京芸術劇場小ホール2） - 遥子 役
- 星は見ていた〜新選組誠剣伝〜（2005年、東京芸術劇場小ホール2） - 明里 役
- 壬生で見た月〜新選組誠剣伝〜（2005年5月、新宿スペース107） - 明里 役
- セブンガールズ（2004年11月、東京芸術劇場小ホール2） - マリア 役
- ネメシスの降りた町（2004年6月、青山円形劇場） - 寺田屋おとせ 役
- 声はきこえているか（2004年2月、南大塚ホール） - お龍（大地麗） 役
- コーヒーにミルクを〜ヒーローMONO2〜（2003年7月、南大塚ホール） - ヒロイン：波間祥子 役
- とけながら降ちてきた雪（2003年4月、シアタートラム） - 寺田屋おとせ 役
- 吉宗暗殺(仮)（2002年9月、南大塚ホール） - 御庭番（忍者）与吉 役
- 龍馬よ雲になりすませ（2002年4月、シアタートラム） - 寺田屋おとせ 役
- また冬がきて〜IZO2〜（2001年10月、東京芸術劇場小ホール2） - 寺田屋おとせ 役
- ヒーローMONO（2001年、北沢タウンホール） - ヒロイン：真弓ヒロ 役
- 待合室（2000年12月、ウエストエンドスタジオ） - 女医：蛇崩川先生 役

### ラジオ
- TOKYO FM「Natural Tempo」ドラマCM
- 文化放送 BSQR「井上喜久子のおさかなラジオ」
- 文化放送 BSQR「ヒーローMONO」 - 特番MC・声優
- 文化放送 BSQR「絵本の国へ」 - 朗読ナレーション